# Thouarella (Epithouarella) viridis
Thouarella (Epithouarella) viridis is een zachte koraalsoort uit de familie Primnoidae. De koraalsoort komt uit het geslacht Thouarella. Thouarella (Epithouarella) viridis werd in 2009 voor het eerst wetenschappelijk beschreven door Zapata-Guardiola. 